# 보니와 클라이드
보니와 클라이드(영어: Bonnie and Clyde)는 1930년대 전반에 미국 중서부에서 은행 강도와 살인을 반복한 보니 파커(Bonnie Parker, 1910년 10월 1일 ~ 1934년 5월 23일)와 클라이드 배로(Clyde Barrow, 1909년 3월 24일 ~ 1934년 5월 23일)로 이루어진 커플이다. 루이지애나주에서 경찰에 의해 사살될 때까지 많은 살인에 관여하고 무수한 강도 행각을 저질렀다.
당시 미국은 금주법과 대공황 하에 있었고, 그 근심을 해소하기 위한 범죄가 자주 일어났다. 그들이 흉악한 범죄자 임에도 불구하고, 신문을 포함하여 그들을 영웅으로 보는 사람도 많았다. 후에 보니와 클라이드의 범죄는 여러 차례 영화화되었다.

## 생애

### 보니 파커
보니 엘리자베스 파커(Bonnie Elizabeth Parker, 1910년 10월 1일 ~ 1934년 5월 23일)는 1910년 10월 1일 텍사스주 [[로웨나에서 세 자녀 중 둘째로 태어났다. 아버지 찰스 파커는 벽돌공으로 그녀가 4살 되던 1914년에 사망했다. 그녀의 어머니 에마 크라우스는 아이들과 함께 그녀의 부모가 있는 댈러스 근교의 산업 단지인 시멘트 시티로 이사를 하여, 그곳에서 재봉사로 일을 했다. 그녀의 조부 프랭크 크라우스는 독일 출신이었다. 시멘트 시티는 치안이 나쁘고, 아이를 제대로 키우는 데 적합한 환경이 아니었다. 어머니는 사려깊고, 상냥한 성격이었고, 장난도 곧잘 했다고 한다. 고등학교 시절 파커는 우등생으로, 글쓰기와 연설에서 최우수상을 수상했다. 성인이 되었어도 글쓰기 좋아하는 그녀의 습성은 〈샐 이야기〉(The Story of Suicide Sal)와 〈산책로의 끝〉(The Trail's End, 이후 보니와 클라이드 이야기, The Story of Bonnie and Clyde로 알려지게 된다.)에 담긴 시적 표현에서 발견된다.
고등학교 2학년 때 파커는 동급생이었던 레이 손턴과 만나게 된다. 그들은 중퇴를 하고, 1926년 9월 25일, 파커의 열여섯 번째 생일을 6일 앞두고 결혼을 한다. 그들의 결혼 생활은 잦은 범법 행위와 감방 출입으로 점철되어 짧게 끝난다. 1929년 1월 이후, 그들은 영원히 결별을 하게 된다. 그러나 그들이 이혼을 한 것은 아니었으며, 파커는 그녀가 죽을 때까지 손턴의 결혼 반지를 끼고 있었다. 1934년 손턴이 그녀의 사망 소식을 들었을 때조차 그는 옥살이를 하고 있었다. 그의 반응은 “그들이 하던대로 가버렸으니 기쁘다. 잡히는 것보다는 훨씬 낫지!”였다.
1929년 결혼이 파경을 맞은 후에, 그리고 1930년 1월 클라이드 배로를 처음 만나기 전에, 파커는 그녀의 엄마와 함께 살면서, 댈러스에서 카페 종업원으로 일을 시작한다. 그녀의 단골 고객 중의 한 명이었던 우체국 직원 테드 힘턴은 1932년 댈러스 보안관이 되었으며, 1934년 그녀를 추적하는 대원 중 한 명이었다. 그녀가 1929년 짧게 갈긴 일기장에서, 그녀는 그녀의 외로움과 댈러스 지방에서의 참기 힘든 삶, 그리고 유성 영화에 대한 사랑을 짧게 썼다.

### 클라이드 배로
클라이드 체스트넛 배로(Clyde Chestnut Barrow, 1909년 3월 24일 ~ 1934년 5월 23일)는 텍사스주 댈러스 남쪽 타운에 있는 텔리코 근처의 엘리스 군 출신이다. 가난한 농부인 아버지 헨리 배질 배로(1874–1957)와 어머니 커미 T. 워커(1874–1943) 사이에 태어난 일곱 남매 중 다섯째 아들이었다. 이들 부부는 1920년대 당시 웨스트 댈러스로 알려진 슬럼가의 빈민이었다가 재정착 물결의 일환으로 댈러스로 이주해왔다. 배로 부부는 웨스트 댈러스에서의 첫 달을 마차에서 살면서 보냈다. 아버지 헨리가 텐트를 살 만큼의 충분한 돈을 벌게 된 것이 가족을 위한 큰 발판이 되었다.
클라이드가 처음으로 체포된 것은 렌터카를 제 때에 돌려주지 못해 경찰로부터 도망치다가 잡혀온 1926년 말이었다. 두 번째는 그의 형 마빈 벅 배로와 함께 훔친 칠면조를 소지한 혐의로 체포되었다. 1927년부터 1929년까지 합법적인 직업을 가지고 있었음에도 불구하고, 그는 금고를 털고, 가게에서 물건과 차량을 훔쳤다. 1928년에서 1929년까지 연달은 체포로, 그는 1930년 4월에 이스트햄 교도소 농장으로 보내진다. 옥살이를 하고 있는 동안, 배로는 자신을 반복적으로 성폭행했던 동료 재소자를 폭행해 죽였다. 이것이 클라이드 배로의 첫 살인이었다.
1932년 2월에 가석방되어, 배로는 이스트햄에서 더 단단해지고, 더 독한 범죄자로 거듭났다. 그의 누이 마리는 “뭔가 무서운 것이 교도소에서 일어났었음에 틀림없어요. 그가 출소했을 때는 예전의 그가 아니었어요”라고 말했다. 동료 재소자였던 랠프 펄츠는 배로가 ‘학생에서 방울뱀으로 변신’하는 것을 자신이 지켜보았다고 증언했다.
그의 이스햄 이력 때문에, 그는 자잘한 직업에 집중했으며, 식료품점, 주유소를 털었는데, 이것은 이후 그와 배로 갱이 10~15개의 은행을 재빨리 터는 데 도움이 되었다. 배로가 선호한 무기는 ‘바’(BAR, Browning Automatic Rifle)라고 불리는 M1918 브라우닝 자동 소총이었다. 존 닐 필립스에 따르면, 배로의 삶의 목표는 은행강도로 명성이나 부를 얻는 것이 아니라, 복역을 하는 동안 고통을 준 텍사스 교도소에 복수를 하는 것이었다.

### 첫 만남
그들의 첫 만남을 설명하는 여러 이야기들이 있지만, 가장 신뢰도가 높은 것은 보니 파커가 클라이드 배로를 1930년 1월 5일 친구의 집에서 만났다는 것이다. 파커는 실직 상태였으며, 팔이 부러져 일을 하지 못하는 친구를 돕기 위해 웨스트 댈러스에서 머물고 있었다. 파커가 부엌에서 초콜릿을 만들고 있는 동안 배로가 그 여자의 집에 들렀다고 한다.
그들은 처음 만나자마자 서로에게 끌리게 되었다. 대부분의 역사학자들은 파커가 사랑에 빠졌기 때문에 배로의 범죄 행각에 동참했다고 믿는다. 그들이 범죄를 저지를 때, 파커는 배로의 믿을 수 있는 동료가 되었기에 결국 그들은 끔찍한 죽음을 피할 수 없게 되었다.

## 범죄 행각

### 1932년 초기 직업과 살인

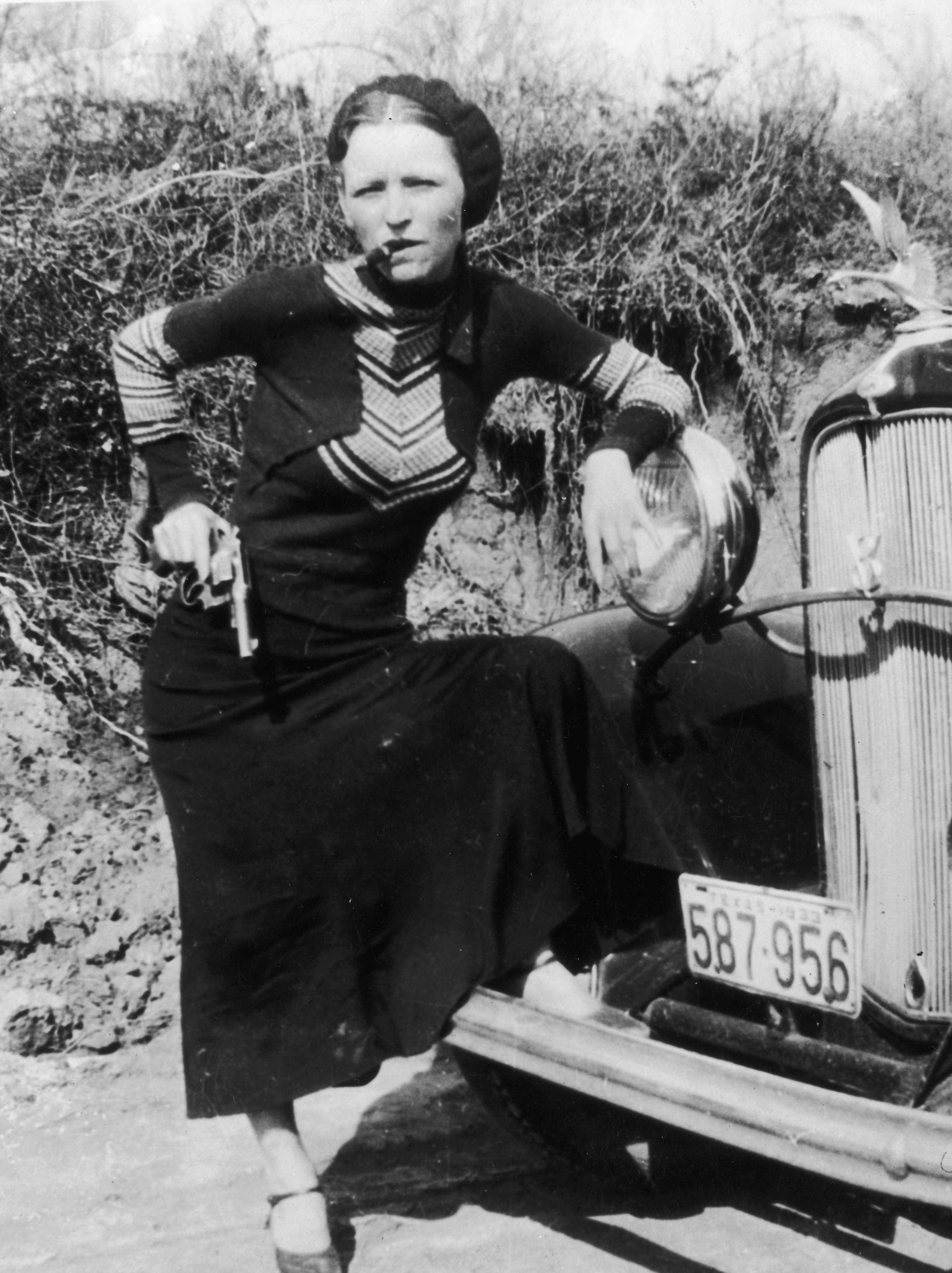
권총을 들고, 담배를 꼬나문 파커, 경찰이 조플린 플림을 발견한 후 신문에 “담배를 꼬나문 권총 창녀”로 특필되었다.

1932년 2월 배로가 석방된 이후, 그와 랠프 펄츠는 무리를 규합하여 주로 가게나 주유소 등에서 소소한 강도 행각을 이어갔다. 그들의 목표는 이스트햄 교도소를 습격할 만한 충분한 자금과 화기를 확보하는 것이었다. 4월 19일, 보니 파커와 펄츠는 텍사스 카우프만에서 무기상점을 털다가 체포되어 범죄를 인정하고 투옥되었다. 파커는 몇 달 후 석방되었지만, 펄츠는 감옥에 남았고 이후 갱단에 돌아가지 못했다.
4월 30일, 텍사스 힐즈버러에서 벌어진 강도사건에서, 배로는 상점 주인인 존 부처가 총기로 살해되었을 때, 자동차의 운전사였다. 배로는 차에서 내려 길에 있었으나, 희생자의 아내는 사진이 제시되자 그를 총격을 가한 일당 중 한 명으로 지목했다. 이 사건이 그가 최초의 살인으로 기소된 사건이었다. 파커는 6월 17일까지 투옥되어 있는 동안 시간을 보내기 위해 시를 썼다. 코프먼 카운티에서 소집된 대배심에서, 파커가 기소되는 것이 거부되었고, 그녀는 석방되었다. 몇 주도 안 되어 그녀는 배로와 다시 뭉쳤다.
8월 5일, 파커가 댈러스에 있는 엄마를 방문하는 동안 배로, 레이먼드 해밀턴, 로스 다이어는 오클라호마 스트링타운에 있는 시골 댄스장에서 술을 마시고 있었다. 보안관 맥스웰과 그의 부관 유진 무어가 주차장에서 그들을 검문하자 배로와 해밀턴은 총을 발사하여 부관을 죽이고 보안관에게 중상을 입힌다. 이 사건이 배로와 그의 갱들이 공무를 수행하는 인물을 최초로 살해한 사건이며, 결국에는 모두 9명의 공무원들을 살해한다. 이들은 10월 11일 텍사스 셔먼에서 있었던 강도사건에서 하워드 홀을 그이 상점에서 살해했다고 알려졌으나, 1997년 이후, 많은 역사학자들은 이 사건을 이들과 무관하다고 여긴다.
W. D. 존스는 어릴 적부터 배로 가족의 친구였다. 비록 1932년 크리스마스 이브에 16살에 불과했지만, 그는 배로를 설득하여 무리에 끼었고, 그날 밤 그들과 함께 댈러스를 차를 타고 빠져나갔다. 바로 그 다음 날, 존스는 텍사스 템플에서 차를 훔치는 도중에 도일 존슨을 살해함으로써 살인 행각에 가담했다. 2주가 채 지나기 전인 1933년 1월 6일, 배로, 파커와 존스는 다른 범죄자들을 잡기 위해 잠복해 있던 경찰관을 만나면서, 배로가 테런트 카운티의 보안관 맬컴 데이비스를 살해한다. 4월 이후 갱단이 저지른 살인은 이로써 전부 다섯 건이 되었다.

### 1933년: 벅의 가담

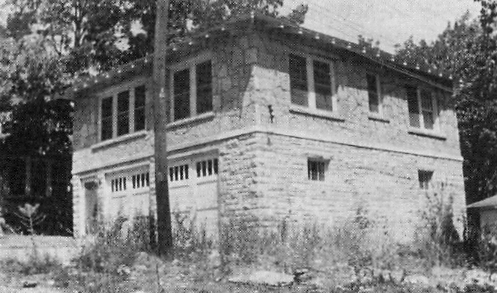
조플린의 은신처에서 총격을 당한 후 갱들의 삶은 바뀌었다.; 사진과 보니의 시가 전국의 신문에 보도되었다.

1933년 3월 22일, 벅 배로는 사면을 받고, 교도소에서 풀려났다. 며칠 후에, 그와 그의 아내 블랜치와 클라이드 배로, 파커 그리고 존스는 미주리주 오크리지 드라이브 1/2 3327번지에 임시 은닉처를 마련했다. 가족들에 따르면, 벅과 밸런치는 클라이드의 자수를 설득하여 위해 방문하였다고 한다. 보니와 클라이드 다음 범법 행위는, 그들의 정체가 탄로나서가 아닌, 의심스럽고 눈에 잘 띄는 행동에서 발생되었다. 그들은 조용한 주택가에서 늦은 밤까지 시끄럽게 떠들며 음주를 곁들인 카드게임을 하였다. "우리는 매일 한 상자의 맥주를 사왔었지요”라고 훗날 블랜치는 회상했다. 그들은 종일 시끄럽게 굴었고, 클라이드가 아파트에서 브라우닝 자동 소총을 청소 하는 동안 총이 발사되었다. 어떤 이웃도 그 집에 와 보진 않았지만, 조플린 경찰국에 수상한 일이 있다는 신고가 접수되었다.
갱들이 기다리고 있는 것을 알지도 못하고, 4월 13일 다섯 명의 경찰관들은 두 대의 차에 나눠타고 밀주업자의 소굴로 의심되는 차고 아파트에 모였다. 기습을 당했지만, 총격에서 냉정을 유지하기로 유명한 클라이드는 총격전에 있어서 경찰관들보다 훨씬 더 많은 경험이 있었다. 그와 존스, 벅은 재빨리 맥기니스 형사를 사살하고, 해리먼 경관에게 중상을 입혔다. 이 아파트에서 도주를 하는 동안, 파커는 자신의 자동 소총을 들고 총탄을 피하기 위해 엎드려서, 30구경 총탄이 맞은 편을 두들겨 고속도로 순찰대 G. B. 카헬러 경사를 큰 참나무 뒤에 몸을 숨기게 하여, 나무 파편이 경사의 얼굴에 맞게 했다. 그 후 파커는 일행과 차를 탔다. 차의 속도를 늦춰 거리에서 블랜치 배로를 당겨서 태웠다. 그녀는 거리에서 도망가는 그녀의 개, 스노볼을 쫓고 있었다. 살아남은 경관들은 14발의 총알을 쏘았다고 증언했다. 이 총탄들 중 하나는 존스가 옆구리에 맞았고, 하나는 클라이드를 쏘았지만, 코트의 단추를 맞고 굴절되었으며, 하나는 벽을 튕겨나와 벅에게 타박상을 입혔다고 증언했다.

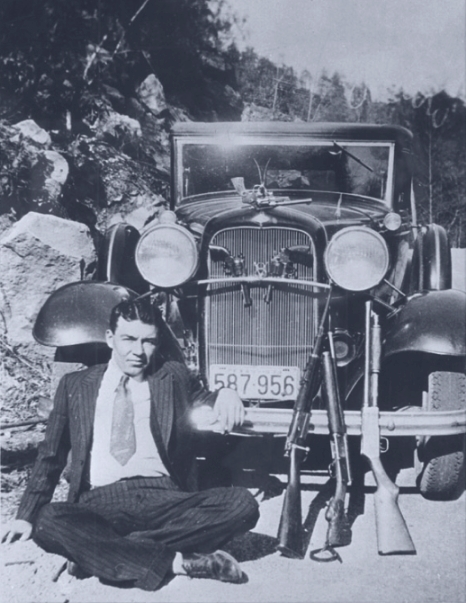
16살의 W. D. 존스는 클라이드 배로와 함께 한 첫 2주 동안에만 두 건의 살인을 저질렀다.

그들은 조플린에서 경찰을 피해 달아났지만, 대부분의 물품을 그 아파트에 남겨두고 떠났다. 벅과 블랜치의 결혼증명서, 3주된 벅의 가석방 증서, 화력이 좋은 총기들, 보니가 직접 쓴 시와 인화되지 않은 여러 개의 필름과 카메라 등이 남겨둔 품목들이었다. 이 필름들은 조필린 글로브에서 인화를 하였고, 인화된 사진들은 많은 사람들에게 널리 알려진 배로와 파커, 그리고 존슨이 서로에게 총을 겨누며 익살을 떨고 있는 사진들이다. 파커의 시와 손에 권총을 들고 담배를 꼬나물고 있는 파커의 사진이 새로 시작한 뉴스에 공개되자, 댈러스에서 온 정체불명의 5인조는 미국 전역에 배로 갱이라는 이름으로 사진과 시 “샐의 자살 이야기”와 함께 신문 1면을 장식했다.
이후 3개월 동안, 당국은 텍사스에서 북쪽으로 미네소타주까지 수색을 했다. 5월에, 인디애나주 루슨에서 은행을 털려고 시도했으며, 미네소타주 아카베나에서 은행을 털었다. 전에 그들은 루이지애나 루스톤에서 다비의 차를 훔치는 과정에서 딜러드 다비와 소피아 스톤을 유괴했다. 이것이 1932년부터 1934년까지 그들이 경찰관 또는 강도 희생자를 납치한 여러 사건 중의 하나로 보통은 집에서 멀리 떨어진 곳에서 풀어주었지만, 때때로 돌아갈 수 있는 돈을 쥐어주기도 했다. 이런 이야기들이 신문의 일면을 장식했지만, 더 좋지 않은 이야기도 있었다. 배로 갱은 경찰관이건, 민간인이던 그들을 가로 막는 누군가를 쏘는 것을 주저하지 않았다. 알려진 배로 갱의 다른 조직원 또는 같이 살인을 저지른 공범이라고 간주된 사람은 레이먼드 해밀턴, W. D. 존스, 벅 배로 그리고 헨리 메스빈이었다. 결국 냉혈한 살인은 범범자들에게 대한 대중의 인식에 혐오를 주었을 뿐만 아니라, 그들을 돌이킬 수 없게 했다.
비록 신문에 난 사진들이 배로 갱에 대한 호사스런 삶을 조명했지만, 실제로는 그들이 절망과 불만족에 빠져있었다. 이것은 이후 1930년대 교도소에서 블랜치 배로가 쓴 그들의 삶에서 잘 설명하고 있다. 그들이 새롭게 얻은 악명은 사소한 일상생활도 어렵게 했다. 그들이 갈 수 있는 식당과 모텔은 점점 줄어들었고, 요리나 목욕은 캠프파이어나 차가운 시내에서 해결할 수밖에 없었다. 두 부부는 삶의 가까움에, 잦은 말다툼을 하게 되었다. 4월말 딜러드 다비에게서 훔친 차를 실질적으로 운전하던 W.D. 존스는 기분이 나빠져 그 차를 타고 도주를 하여, 5월에서 6월 8일까지 간신히 떨어져 머물렀다.
6월 10일, 텍사스 웰링턴 근처에서 존스와 파커와 함께 차를 타고 가는 동안, 배로는 건설 중이라는 안내표지판을 놓쳐서 차를 협곡에 쳐박았다. 실제 휘발유 화재가 있었는지, 파커가 밑바락 아래의 차의 배터리에서 산을 뒤집어 썼는지에 대해서는 자료마다 일치하지 않는다. 파커가 다리에 입은 중상의 3도 화상을 참았다는 것은 확실하다. 화재는 심하게 났었고, 근육들이 수축되어 다리가 움직이지 않았다. 죽음이 가까워 졌을 때 파커는 좀처럼 걸을 수도 없었고, 성한 다리로 뛸 수도 없었고, 클라이드에 의해 부축도 힘들어졌다. 근처 농장 가족들의 도움을 받은 후에 두 명의 현지 경찰을 납치하여, 3명의 범죄자들은 블랜치와 벅 배로를 다시 상봉할 수 있었으며, 아칸소주 포트 스미스 근처의 여행자 숙소로 숨어들어 퍼커의 화상을 치료하려 하였다. 당시 벅과 존스는 아칸소주 앨마에서 현지 강도질에 실패하여 현지의 보안관 헨리 D. 험프리를 살해했다. 법망으로부터의 새로 갱신된 추적으로, 보니 파커의 중태에도 불구하고 다시 도주를 할 수 밖에 없었다.

### 1933년: 플랫 시와 덱스필드 공원

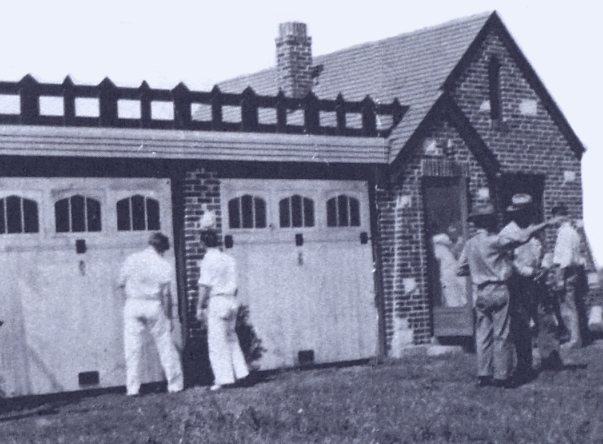
두 동의 여행자 숙소인 크라운 투어리스트 코트, 이곳에서 갱들의 의심스런 행동이 경찰을 불러 교전이 벌어졌고 벅 배로가 머리에 치명상을 당했다.

1933년 6월 18일, 갱들은 미주리주 플랫 시(현재는 캔자스 국제공항 I-29 건너 캔자스 시 남쪽 경계에 들어가 있다.) 남쪽의 레드크라운 여행자 숙소에 묵었다. 레드 크라운 코트는 두 동의 오두막집으로 차고와 붙어 있으며 일당은 두 개 모두 임대를 했다. 남쪽으로는 미주리 고속도로 순찰대들에게 인기가 있었던 식당겸 급수처인 레드 크라운 술집이 서있었다.또 다시 주목을 끌기위해 외출을 하는 것처럼 보였다. 주인 닐 하우저는 블랜치 배로가 3개의 객실을 등록하자 그들 일행에 즉각 관심을 보였다. 하우저는 뒷문으로 나가 차 안에 있는 다섯 명을 확인할 수 있었다. 운전사는 재빠른 도주를 위해 차고 안에 갱스타일인 전면주차를 해두었다. 블랜치는 숙박비를 지폐가 아닌 동전으로 지불하였고, 3인용의 다섯 번의 저녁 식사와 맥주를 사는 것도 똑 같이 했다. 다음 날, 하우저는 그 손님들이 통나무 객실 창 위로 신문지로 가려놓은 것을 알게 되었고, 블랜치는 또 다시 다섯 번의 식사를 은화로 지불했다. 그녀의 승마용 쫄반바지 조차도 과도한 주의를 끌었다. 그런 복장은 플랫 시의 참한 여성이 입을 수 있는 그런 종류의 것은 아니었고, 그도 처음보는 것으로 40년 후에도 그가 목격한 것을 즐겁게 이야기했다. 그런 모든 것이 하우저에게는 과도했다. 그리고 이러한 행동으로 이 미심쩍은 일행을 그의 식당 후원자이자, 고속도로 순찰대에 재직하고 있는 윌리엄 백스터 경위에게 관심을 가져오게 했다.
클라이드와 존스가 시내에 밴드와 크래커, 치즈 그리고 보니의 다리 치료를 위해 아트로핀 황산염을 사려 왔을 때, 약사는 홀트 커피 보안관과 접촉을 했다. 보안관은 그 오두막집을 주시하게 되었다. 커피는 오클라호마, 텍사스, 아칸소로부터 그런 물품을 찾은 낯선 이들을 경계하라고 주의를 받은 터였다. 보안관은 백스터 경위와 접촉을 했고, 백스터는 장갑차를 포함하여 캔자스 시에 지원을 요청했다. 그날 밤 11시, 커피 보안관은 톰프슨 기관단총으로 무장한 경찰 병력을 이끌고 그 오두막집으로 접근했다. 그러나 상당히 떨어진 거리에서 경사진 위치의 총격 속에, 반자동 소총은 오클라호마 엔니드에 있는 국영 경호 무기창에서 7월 7일 훔친 클라이드 배로가 선호한 브라우닝 자동 소총과 잘 맞지 않았다. 배로는 엎드려서 총탄을 갈기면서, 장갑차 위에 달린 경적을 파손시키고 도주를 하였으며, 경찰관들은 그것을 사격중지 명령으로 착각했다. 그들은 도망가는 배로의 차를 추격하지 않았다.

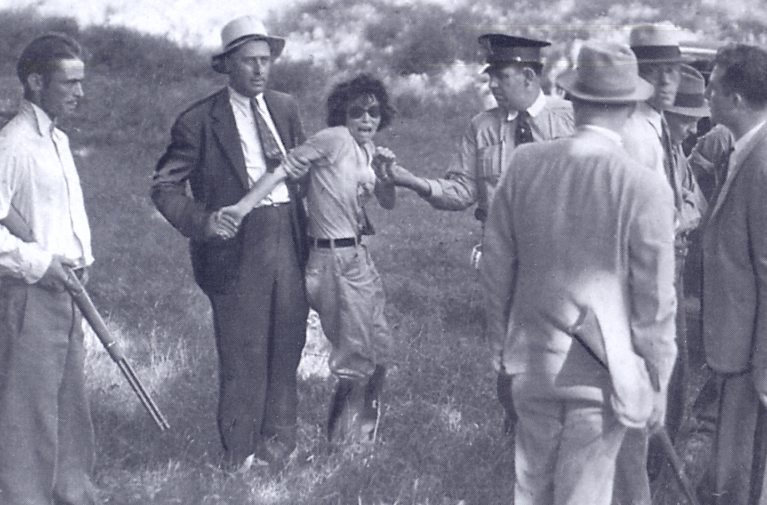
벅이 근처에서 치명상을 입었기 때문에, 블랜치는 아이와 덱스필드 공원에서 민병대에게 잡혔다

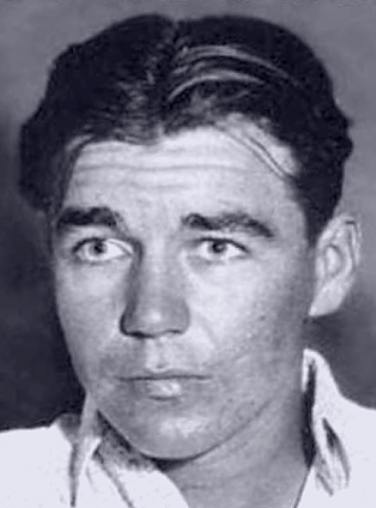
체포 후 존스의 자백은 그 갱단의 살인행각에 대한 확신을 주었다.

비록 갱단은 공권력을 또다시 피했지만, 벅 배로는 두개골 측면에 끔찍한 관통상을 당했으며, 블랜치 배로는 양쪽 눈에 유리 파편을 맞아서 거의 실명이 되었다. 그들은 조여오는 인간사냥꾼들의 추적을 떨쳐낼 수 있을 것이라는 기대는 점점 줄어들었다.
5일 후 7월 24일, 배로 갱은 아이오와주 덱스터 근처에 버려진 유원지였던 텍스필드 공원에 캠프를 쳤다. 벅의 머리 상처는 너무 중상이어서, 클라이드와 존스는 그를 묻을 무덤을 팠다. 현지 주민들은 들의 피묻은 붕대를 목격을 하고서, 그들이 배로 갱임을 확신했다. 현지 경찰들과 약 100명에 이르는 구경꾼에게 포위되어 그들은 또 다시 총격을 받았다. 클라이드 배로, 파커, 그리고 W. D. 존스는 맨발로 도주를 했다. 벅은 또 등에 총상을 당하고, 그와 그의 아내는 경찰들에 의해 체포되었다. 벅은 5일 후에 아이오와주 페리에 있는 킹스 도터스 병원에서 수술 후 급성 폐렴으로 사망했다.
이후 6주동안, 남은 세 명의 잔당을 찾기 위해 서쪽 콜로라도부터, 북쪽으로 미네소타, 남동쪽으로 미시시피까지 광범위한 수색이 이뤄졌다. 그들은 흔적을 거의 남기지 않았고, 매일 숙식을 해결할 좀도둑질만 했다. 배로와 존스는 8월 20일 일리노이 플랫빌의 무기고를 털어 다시 무기를 보충하여 3정의 자동소총과 권총, 그리고 넉넉한 총탄을 확보했다.
9월 초, 그들은 4개월만에 처음으로 가족을 다시 만나기 위해 댈러스 되돌아오는 모험을 했으며, 존스는 그들 무리와 떨어져 어머니가 이사를 간 휴스턴으로 갔다. 그는 그곳에서 11월 16일 체포되어 댈러스로 돌아왔다. 가을내내, 배로는 가족들과 파커의 가족이 그녀를 치료하는데 도움을 주기 위해 몇 명의 공범들과 작은 규모의 강도행각을 저질렀다.
1933년 11월 22일, 텍사스 소어주 근처에서 가족과 만나려 하다가 또다시 간신히 체포를 면했다. 이번에는 고향 댈러스의 보안관 스뭇 킴드와 그의분대 밥 콘과 테드 힌턴이 근에 엎드려 잠복하고 있었다. 배로는 운전을 하면서 함정의 낌새를 알아 챘고, 스킴드와 부관이 서 있는 가족의 차를 지나치면서 자동소총을 발사했다. 포화에 노출된 가족들이 다치는 않았지만 브라우닝 총에서 발사된 총탄 한 발이 차를 뚫고 들어와 배로와 파커의 다리를 관통했다. 그들은 그날 밤 도주를 했다.
보니파커는 11월 28일 댈러스 대배심에서 1933년 1월에 저지른 태런트 군의 맬컴 데이비스 부관의 살해혐의로 살인 기소를 선고받았을 때 돌아올 수 없는 강을 건넌 것이다. 이것이 파커에 대한 최초의 살인 확정 선고였다.

### 1934년: 파국
1934년 1월 16일, 배로는 1934년의 악명높은 이스트햄 탈옥에서 그가 레이먼드 해밀턴과 헨리 메스빈과 다른 여러 명에 대한 탈옥을 획책했기 때문에 마침내 오랫동안 고심했던 텍사스 교정국에 대한 행동을 개시한다. 텍사스 교도소는 느닷없는 습격으로 전국적으로 부정적인 여론의 지탄을 받았고 필리스가 삶의 불타는 열정으로 묘사한 목적을 달성했다. 즉, 그는 텍사스 교정국에 제대로된 복수를 한 것이다.
탈옥을 하는 동안, 탈주범 조 팔머가 교도관장 조 크라우슨을 쏘았으며, 이 행위는 결국 텍사스와 연방정부의 추적자들이 전력을 기울여 배로와 파커를 추적하는 계기를 만들었다. 크라우슨이 살려고 발악을 했기 때문에 전하는 바에 의하면 교도소장 리 사이먼스는 그에게 탈옥과 연루된 모든 사람을 색출하여 죽여버리겠다고 약속을 했다고 한다. 그리고 배로와 파커의 목숨을 당국에 맞바꿔치기 하게 되는 헨리 메스빈만이 예외가 되었다.
텍사스 교정국은 전 텍사스 레인저 프랭크 A. 헤이머 대위를 접촉하여 배로갱을 추적하는 과제를 수락하도록 설득했다. 은퇴를 했지만, 헤이머는 그의 권한을 유지하고 있었으며, 이것은 아직도 만기가 되지 않았었다. 그는 그들을 잡는 일을 텍사스 고속도로 순찰대원으로서 수락했고, 더불어 교도소에 특별 감시관으로서 배정을 받아, 보니와 클라이드, 배로 갱을 잡는 특정 업무를 부여받았다.

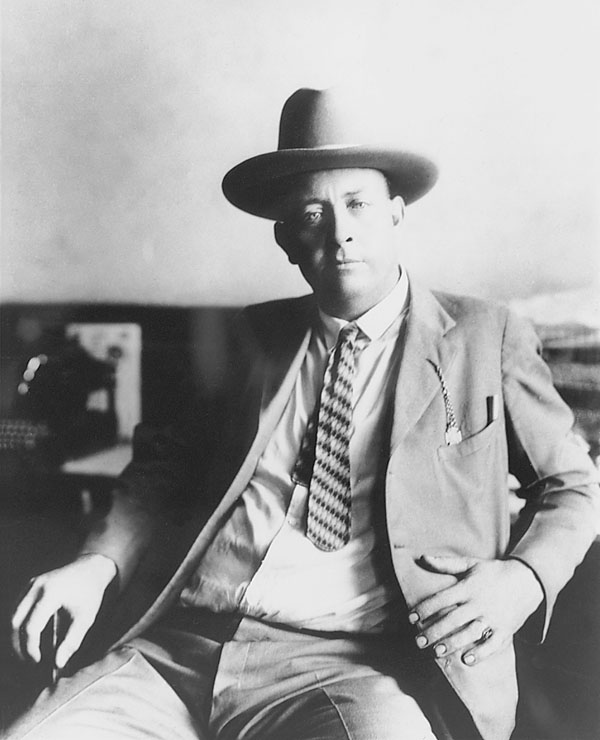
전 텍사스 레인저 프랭크 헤이머, 이스트햄 교도소 탈옥 후에 드리워진 배로 갱의 무자비한 그늘

키가 크고, 건장하며, 과묵하며, 당국에 의해 승인받지도 않았지만, 옳음에 대한 굽히지 않는 고집 또는 그가 옳다고 생각한 것을 밀어붙이며, 20년동안 해머는 텍사스에서 ‘한명의 반란군에, 한명의 레인저’라는 기풍에 대한 걸어다니는 화신으로서 두려움과 존경의 대상이 되었다. 텍사스 법률 집행관의 목적을 달성하는데 있어서, 그는 몇 건의 놀라운 체포와 많은 텍사스 범죄자들의 저격의 결과로서 경이적인 명성을 획득했다. 공식적으로 53명의 사살(그리고 자신도 17번의 부상을 당했다.)을 기록했다. 교도소장은 비록 항상 배로를 잡는 데에 헤이머가 첫 번째 고려대상이라고 공공연하게 말해왔었지만, 다른 두 명의 레이저들에게 먼저 접근을 했었던 증거가 남아있다. 두 사람 모두 여자를 쏘는 것을 저어했으며, 거절을 한 상태였으며, 확실히 헤이머에게는 그러한 주저함이 없었다. 2월 10일 시작하여, 그는 꾸준한 배로와 파커의 그림자가 되어서 차에서 살았으며, 그들이 가는 타운의 한두 타운 뒤에 있었다. 헤이머의 형제들 중 3명도 텍사스 레인저였으며, 형제 해리슨은 4명 중 가장 사격을 잘했고, 프랭크는 가장 끈기가 강했다고 여겨졌다.
1934년 4월 1일, 부활절 일요일에, 배로와 헨리 메스빈은 114번 도로의 교차로와 텍사스 그래이프빈(현재의 사우스레이크 이웃 도시) 도브 로드에서 2명의 젊은 고속도로 순찰대원, H. D. 머피와 에드워드 브라이언트 휠러를 살해했다. 당시의 목격자들은 배로와 파커가 총격을 가해 치명상을 입혔으며, 이야기는 신뢰도가 떨어지기 전에 언론에 대서특필되었다. 헨리 메스빈은 이후 그가 첫 번째 총격을 가했으며, 배로가 그 경찰관을 살해하기를 원한다고 생각하다. 그는 또한 죽어가는 경찰관을 돕기 위해 파커가 접근했다는 것을 인정했다. 그런 다음 배로가 순찰대원 머피를 쏘는 일에 가담했다. 메스빈이 총을 쏘았을 때, 파커는 뒷좌석에서 잠들어 있었으며 폭행에는 가담하지 않았을 확률이 높다.

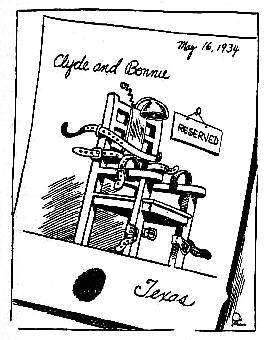
그래이프바인 살인사건 이후 결과적으로 이 부부에 대한 여론이 바뀌었다.

1934년 봄에, 그래이프바인 살인사건으로 그들에 대한 인지도가 높아졌다. 댈러스의 4대 일간지는 사건을 목격했다고 주장하는 목격자, 농부의 증언을 실었으며, 그들은 파커가 그녀의 목을 뒤로 제치고 엎드린 대원을 쏘아 순찰대원 머피의 목이 땅에 고무공처럼 튀는 것을 보고 웃었다고 주장했다. 그 이야기는 심지어 파커의 작은 이빨 자국이 나 있는 담배꽁초를 경찰이 발견했다고 주장했다. 며칠 후 머피의 약혼녀가 웨딩드레스를 입고 장례식에 참석하자 사정은 악화되었으며 또 한 차례 사진이 실린 기사가 게재되어 새로운 국면의 불을 지폈다. 목격자들의 오락가락하는 진술은 이내 신뢰를 상실했지만, 배로와 파카를 잡기위해서는 시의적절한 말이었다. 특히, 파커에 대한 거대한 부정적 여론이 배로갱 잔당을 일망타진하라는 대중의 요구를 가속화시켰다.
조잡한 언론보도였지만, 그러한 외침은 관계당국이 보다 구체적인 법적인 조치를 취하도록 했다. 고속도로 순찰대 대장 L. G. 페이어즈는 즉시, 그래이프빈 도살자들의 시체(잡아오는 것이 아니라 시체라도 상관없이)에 1,000 달러의 현상금을 걸었다. 텍사스 주지사 마 퍼거슨은 유권자들만큼 격노했고, 2명의 살인용의자들 각각에 대해 500 달러의 현상금을 추가했다. 그녀가 H.D. 머피를 쏘았다고 널리 믿어지고 있었기 때문에, 이러한 조치는 보니의 머리에 최초로 특정한 가격이 매겨졌다는 것을 의미했다.
5일 후 배로와 메스빈이 오클라호마주 커머스 근처에서 편부였던 60세의 윌리엄 칼 캠벨 경관을 살해하자 분노한 여론은 더 커졌다. 그들은 커머스 경찰서장 퍼시 보이드를 주변에서 차로 납치하여, 주 경계선을 넘어 캔자스 주로 도주를 했고, 그후 깨끗한 셔츠와 몇 달러를 주면서, 세상 사람들에게 파커는 담배를 피우지 않았다고 세상사람들에게 알려달라고 하면서 그를 풀어주었다. 이 무법자들은 그들의 낙관적인 헤어짐에서는 보이드가 배로와 당국에 파커의 정체를 밝히게 할 것이라는 것을 깨닫지 못했다. 그는 같이 있었던 찌푸린 젊은이들의 정치를 알지 못했다. 그 결과로서 캠벨의 살인에 대한 체포 영장이 발부되었을 때 , 클라이드 배로, 보니 파커 그리고 존 도를 특정하였다. 사학자 나이트는 다음과 같이 썼다. 처음으로 보니가 클라이드와 같이 실제로 방아쇠를 당긴 살인자로 간주되었다. 관대한 조치를 받을 수 있었던 그녀의 기회가 날아가버린 것이다.
《댈러스 저널》(The Dallas Journal)은 사설란에 비어있는 텍사스 전기의자 위에 “클라이드와 보니를 위해 예약됨”이라는 표지가 씌어져 있는 카툰을 실었다.

## 최후

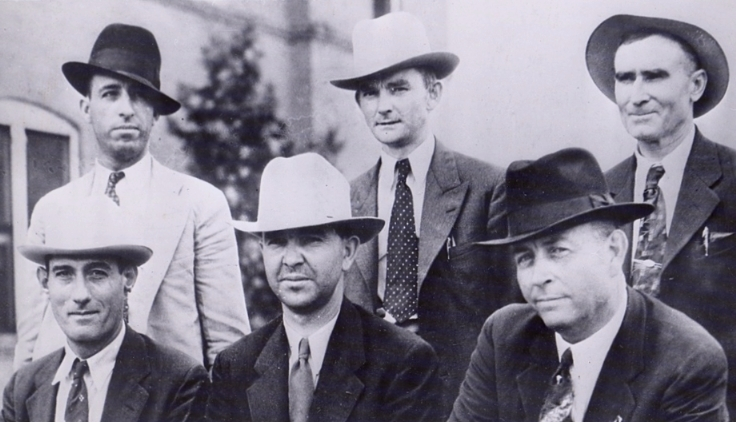
깁스랜드 추격대, 뒤: 힌튼, 오클리, 골트, 착석, 앞:앨콘, 조던, 해머

1934년 5월 23일, 배로와 파커는 루이지애나 비엔빌군에 있는 시골 도로에서 1934년식 포드 V8를 타고 주행 중 잠복해 있던 경찰관들에게 걸려 사살당하게 된다. 부부는 대낮에 차를 타고 나타났고, 4명의 경찰추적대(프랭크 해머, 매니 골트, 밥 앨콘, 테드 힌튼)와 2명의 루이지애나 경찰(헨더슨 조던, 프렌티스 모렐 오클리)에 의해 150발 이상의 기관총 세례를 받았다.
이 추적대는 1934년 2월 12일부터 추적을 시작한 해머가 이끌고 있었다. 그는 갱들의 이동에 대해 연구를 하였고 5개의 중서부 주의 가장자리를 지나며 둥글게 움직인다는 사실을 발견했다. 도망자가 특정 주로 도망치면 그 주의 사법 경찰이 다른 주로 추적할 수 없다는 규정의 허점을 역으로 이용한 것이다.
배로는 그가 활동하던 시기 중서부에서 활약했던 존 딜린저와 비교해 FBI 규정을 더 잘 알고 있었지만, 클라이드는 이동에 일관성을 가지고 있었다. 그래서 해머와 같은 노련한 추적자들은 경로를 그려서 언제 가게 될 지를 예측할 수 있었다. 이들의 여정은 가족 방문에 중점을 두고 있었고, 그들은 루이지애나에 있는 헨리 메스빈의 가족을 방문할 예정이었다. 그의 가족은 추적 중인 해머와의 만남에서 그것을 상세하게 설명해 주었다. 해머는 콜트사에서 모니터라는 모델로 제작된 민간용 20발 탄창을 가진 브라우닝 자동소총을 많이 확보하고 있었다.

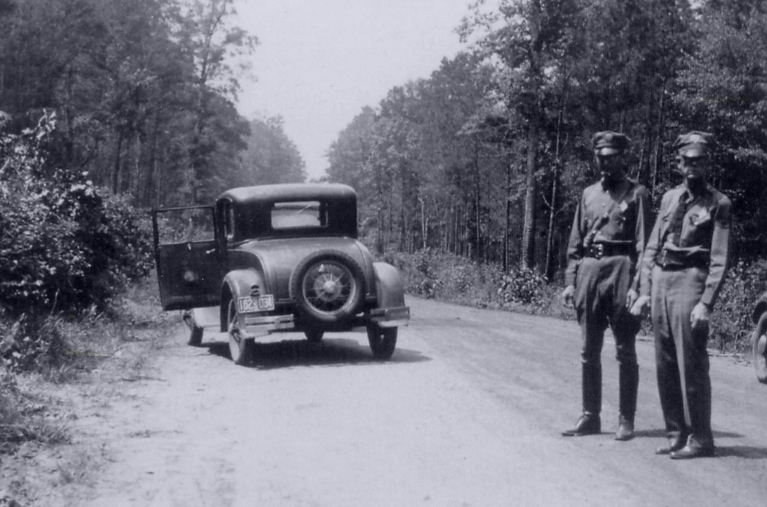
그들의 여정은 루이지애나 소나무 숲 깊은 곳에서 끝났다.

1934년 5월 21일, 텍사스에서 온 4명의 추적자는 배로와 파커가 메스빈과 함께 그날 저녁 비엔빌군에 갈 예정이라는 것을 알게 되었을 때 슈레브포트에 있었다. 배로는 그들이 이후 갈라지게 되면, 메스빈의 부모가 살고 있는 곳을 랑데뷰하는 곳으로 정했다. 실제로 메스빈은 슈레브포트에서 그들과 갈가지게 된다. 해머 대장, 댈러스군 보안관보 밥 앨콘 그리고 테드 힌턴(둘 다 배로와 파커를 알고 있었다), 전 텍사스 레인저 B.M. 매니 골트, 비엔빌군 보안관 헨더슨 조던 그리고 그의 보안관보와 후임인 프렌티스 오클리로 구성된 추적대 전원이 깁스랜드 남쪽에서 세일리스 쪽으로 뻗어있는 루이지애나주 154번 고속도로를 따라 매복을 했다. 힌턴은 21일 밤 9시에 그룹이 제 위치를 잡고서 다음 날 5월 22일까지 종일 기다렸지만 그들이 올 기미는 보이지 않았다고 설명하고 있었으며, 다른 이들은 22일 저녁까지 매복을 하고 있었다고 전하고 있다.

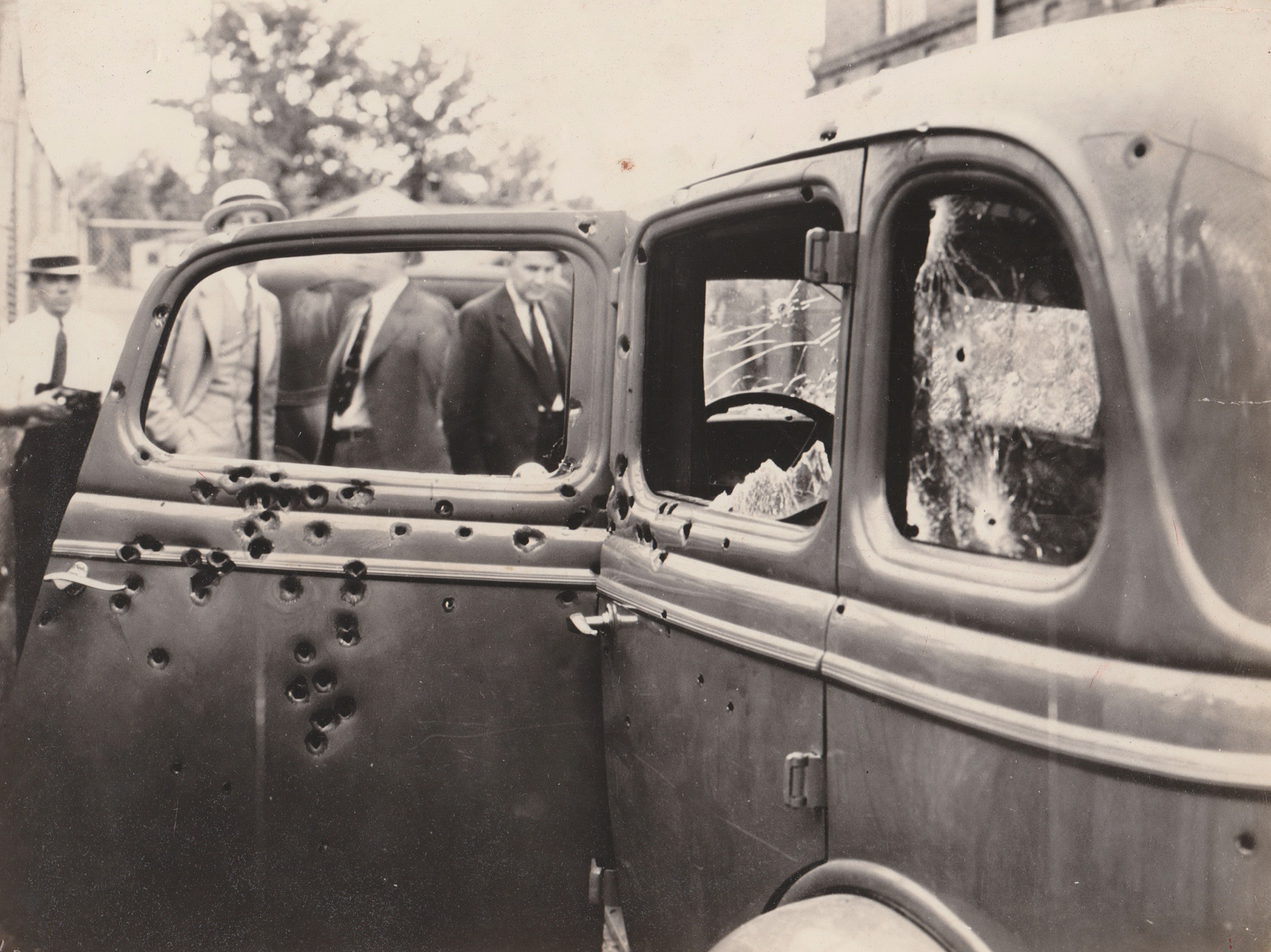
추적대는 오후 내내 일시적으로 난청이 될 정도로 총격을 퍼부었다.

5월 23일 오전 9시경, 실패했다고 생각하던 잠복한 추적대는 배로가 훔친 포드 V8이 빠른 속도로 다가오는 소리를 들었다. 추적대의 공식 보고서에서 배로가 헨리 메스빈의 아버지와 말을 나누기 위해 멈췄으며, 그는 그들의 시선을 다른 곳으로 돌리기 위해 트럭을 세워두고, 그들 추적대가 있는 오솔길로 유인하게 했다고 한다. 경찰들은 일제 사격을 퍼부었으며, 배로와 파커는 약 130발 이상을 맞고 사살당했다. 자신을 포함하여 잠복한 모든 이들이 오클리가 먼저 사격을 했다고 진술하고 있으며, 아마도 사전에 그렇게 하도록 순서를 정한 것 같았다.
배로는 오클리의 초탄 헤드샷으로 즉사했지만, 파커는 약간의 시간이 지난 후에 사망을 했다. 힌턴은 그녀에게 총격을 가하기 전에 배로가 죽었다는 사실을 인지하고 비명을 질렀다고 보고를 했다. 경찰들은 특별 주문한 자동 소총, 샷건, 권총을 차를 향해 탄창이 빌 때까지 난사했으며, 이것으로 그들은 세상을 하직할 수 밖에 없었다. 테드 힌턴과 밥 앨콘은 다음과 같이 진술했다.
| “ | 우리들 6명 경찰 각각이 샷건 1정과 자동 소총 1정, 여러 정의 권총을 가지고 있었다. 우리는 자동 소총으로 사격을 시작했다. 우리가 차에 다가갈 때 자동소총은 소진되었고, 그후 샷건을 사용했다. 차에서는 연기가 흘러나왔고, 마치 차에 화재가 난 것처럼 보였다. 샷건을 다 소진한 후에 그들은 권총으로 차를 향해 쏘았으며, 자동차는 우리를 지나쳐서, 50야드 도로 아래 고랑에 쳐박혔다. 거의 뒤집힌 상태였으며, 우리는 차가 멈춰 선 이후에도 계속 난사를 했다. 우리는 여지를 남겨놓지 않았다. | ” |

오늘 날 어떤 이들은 보니와 클라이드가 50차례 이상의 관통을 당했다고 하고, 또 어떤 이들은 시체마다 25개 이상의 상처가 있거나, 전체 50발이라고 주장을 하고 있다. 검시관이었던 J. L. 웨이드 박사에 의한 1934년 공식적인 기록은 배로의 시체에는 17발, 파커는 여러 개의 헤드샷을 포함하여 26발을 맞았으며, 한 발은 배로의 척추뼈를 뚫고 나온 것이라고 발표했다. 총탄 구멍이 너무 많았기 때문에 시체를 담당했던 장의사 C.F. 부츠 베일리는 방부처리액으로 감당을 하기 어려워 시체를 염하는데 곤란을 겪었다.
두 사람의 시신은 댈러스에 각각 따로 묻혔다.
총격으로 벌집이 된 포드 V8와 클라이드가 마지막으로 입었던 셔츠는 네바다주 프림에 있는 관광 시설 프림 밸리 리조트에서 2009년에 공개되어 전시되고 있다.

## 지지와 비판
잔학한 행위를 반복해 왔던 보니와 클라이드였지만, 의외로 그들을 지지한 사람은 많았다. 범죄자가 된 그들의 가족은 탓하지 않았으며, 도망 중에 은닉처를 제공하여 기소된 사람도 23명에 달했다 한다. 그런 배경으로, 보니와 클라이드는 사사건건 가족이 있는 댈러스로 돌아오곤 했다.
물론, 모든 미국인이 그들을 지지하고 있었던 것은 아니다. 당시 연방수사국 장관 존 에드거 후버는 그들을 "미국의 미친 개들"이라고 표현하고 있다.

## 대중문화

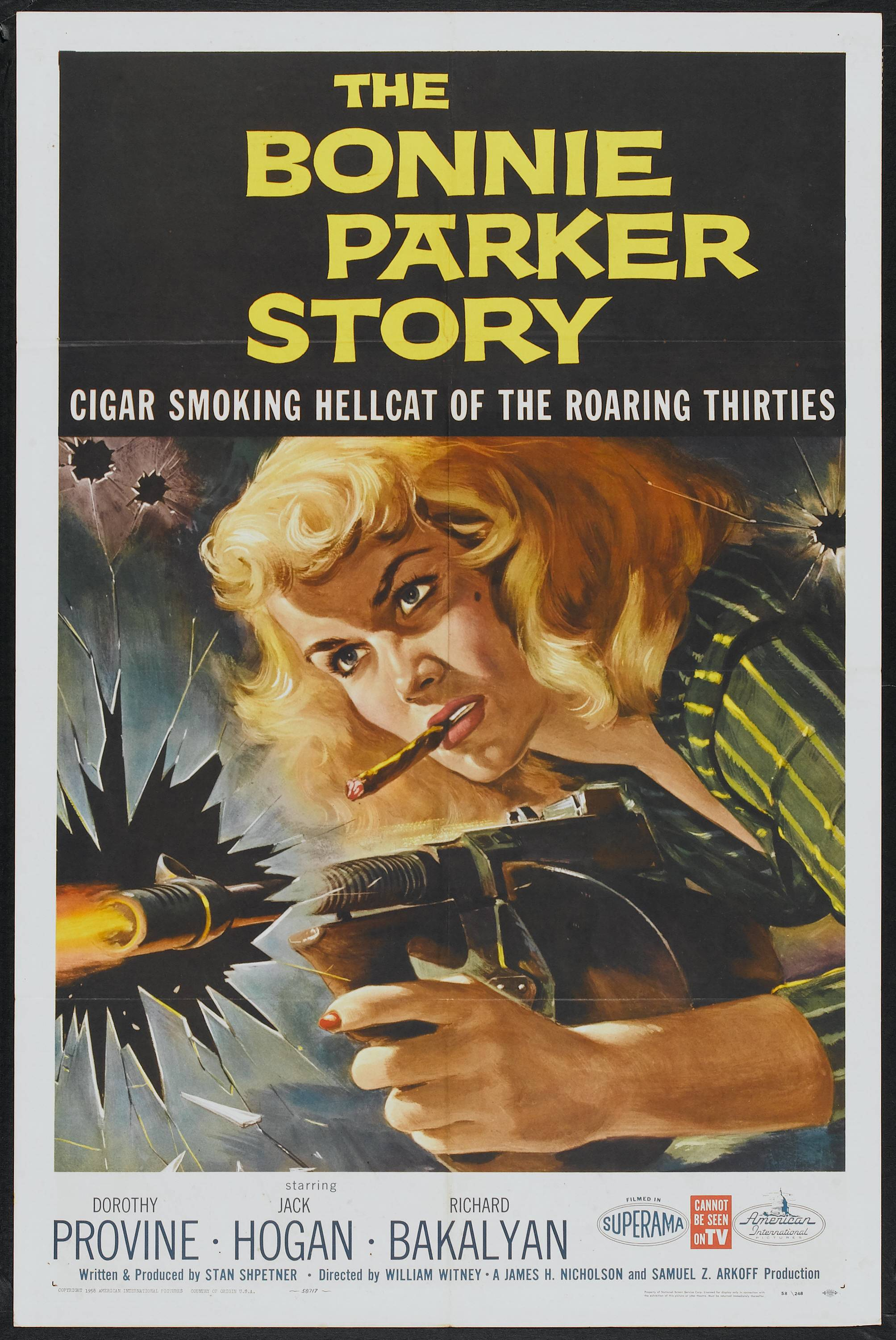
1958: 보니는 여러 갱단을 거느린 터프 걸이 되었지만, 클라이드의 이름은 등장하지 않는다.

보니와 클라이드가 워낙 파란만장한 인생을 살았기 때문에 영화를 비롯해 다양한 장르의 작품에서 소재로 많이 다루어 졌다. 또한 등장 캐릭터 (특히 2인조)의 이름으로 유용되기도 했다. 많은 작품에서 그들의 행위나 사실을 그대로 전달하기 보다는 그 파란만장한 인생과 두 사람의 사랑에 초점이 맞춰져 있었으며, 미화된 내용이 많다.

### 영화
- 우리에게 내일은 없다(영어: Bonnie And Clyde, 1967년) - 보니와 클라이드의 만남에서 죽음까지가 그려져있는 아서 펜 감독의 대표작.
- 암흑가의 탄흔 (1937년) - 프리츠랑 감독. 보니 (실비아 시드니)와 전과자 에디(헨리 폰다)에 얽힌 이야기.
- 권총마 "( Gun Crazy 1949년) - 바트와 애니는 사랑하는 사이의 노상 강도 2인조가 주인공. 바트의 소꿉 친구 클라이드가 이야기에 관련되어 온다.
- 보니 파커 스토리 (The Bonnie Parker Story, 1958년) - 보니를 주인공으로 한 액션 영화.
- 보니 & 클라이드 ( BONNIE & CLYDE : THE TRUE STORY 1992년) - 트레이시 니덤 (보니 역)과 다나 애시 브룩 (클라이드 역) 출연, 게리 호프먼 감독의 TV 영화.
- 레옹 (1994년) - 마틸다 (내털리 포트먼)의 대사에서 등장.
- 배로 갱 BC (1985년) - 경찰의 눈을 빠져 나가면서 소년 소녀가 가고 있는 수레의 이동 해적 방송국 이름이 '배로 갱'
- 릴로 앤 스티치 더 시리즈 (2003년) - 악마의 시작품 (349호, 350호)의 이름으로 제 36 화에 첫 등장. 특기는 모든 것을 도적질.
- 스위트 라이프 (2005년) - 쌍둥이들의 애완 동물로 유지되는 두 마리 쥐의 이름으로 등장.
- 하이웨이 맨 (The Highwaymen, 2019년) - 케빈 코스트너와 우디 해럴슨이 주연하는 보니와 클라이드를 사살하는 텍사스 레인저의 이야기.

### 드라마
- ER 응급실 S8에서 애비가 카터를 따라 옛 남자 누가 집에 침입하고 경찰에 구속되었을 때 2명이 가명으로 사용된다.
- 미신 S2에서 주인공 딘과 샘을 FBI가 이렇게 부른다.
- CSI 과학 수사대 시리즈 1.32 화 「배반의 도망자에서 캐서린이 태미와 대린을 가리키는 표현.
- 경찰차 아담 30 보니 앤 클라이드'라는 남녀 두 명조의 강도가 등장.

### 음악
- 조지 페임 싱글 '보니와 클라이드의 발라드 The Ballad of Bonnie and Clyde (1967년) - 영화 '우리에게 내일은 없다'를 모티브로 만들어진 전영국 1위 히트곡.
- 세르주 갱스부르와 브리지트 바르도의 듀엣곡 'Bonnie and Clyde "(1968년) - 2명에 대해 노래하고 있다. 갱스부르와 바르도는 동명의 앨범도 발표했다.
- 시나 & 더 로켓의 앨범 "SHEENA & THE ROKKETS # 1」(1979년) 수록곡 '보니와 클라이드의 발라드"
- 타키 유코의 데뷔 싱글 'A BOY "(1979년 Epic / Sony Records)의 가사 속에 2명의 이름이 나온다.
- THE ALFEE 곡 ' 이별의 율동 (리듬)」(1982년) - 2명의 이름이 나온다.
- CHAGE and ASKA의 노래 ' 보니 하얀 숨 '(1986년) - 2명의 이름이 나온다.
- BOØWY 곡 ' ROUGE OF GRAY」(1986년) - 2명의 이름이 코러스로 자주 나온다.
- TM NETWORK의 곡 ' Self Control (방주에 끌려)」(1987년) - 2명의 이름이 나온다.
- 마시 마 마사토시 곡 ' 이런 것이 아니다 "(1992년) - 보니 클라이드라는 캐릭터가 나온다.
- UP-BEAT 곡 ' 보니 & 클라이드 요정」(1993년) - 2명의 이름이 제목과 가사에 사용되고 있으며, 가사에도 이 실재한 2명에 얽힌 에피소드가 아로 새겨 져있다.
- CASCADE의 싱글 곡에 " 송곳 보니 & 클라이드」(1996년)가 있다.
- ENDLESS 앨범 제목에 "Bonnie and Clyde"(1999년)가 있다.
- 에미넴의 앨범 " The Slim Shady LP "(2000년)에는"'97 Bonnie & Clyde '라는 곡이 수록되어 있다.
- PENICILLIN 앨범 "NUCLEAR BANANA"(2001년)에 수록된 '보니 & 클라이드」- 두 사람을 모티프로 해, 판타지 풍으로 반생이 가사로 정리하고 있다.
- move 앨범 Operation Overload 7 (2001년)의 곡 'stay with me ... "- 2명의 이름이 나온다.
- 비욘세 feat. Jay-Z - " '03 Bonnie & Clyde "(2002년)에서 노래도 그렇지만, PV도 2명의 도망극을 그리고 있다.
- 킹키 키즈→의 노래 " Bonnie Butterfly」(2003년) - 2명의 이름이 나온다.
- "Super Eurobeat Vol.153」(2004년)에"Criminals "라는 곡이 수록되어 있다. 아티스트는 "Bonnie & Clyde"
- 트리니다드 토바고를 대표하는 여성 소카 아티스트, 데스토라 가르시아(Destra Garcia)의 히트 곡 'Bonnie & Clyde "(2004년)가 있다.
- D12 곡 'How come "(2004년) - 2명의 이름이 나온다.
- THE PREDATORS 미니 앨범 ' Hunting!!」수록의 「폭음 드롭」(2005년) - 2명의 이름이 나온다.
- 메릴린 맨슨의 노래 " Putting Holes in Happiness」(2007년) - 2명의 이름이 나온다.
- HiGE는 " 보니 & 클라이드」(2007년)라는 싱글을 발표했다.
- 메리 싱글 닫힌 낙원 (2008년) - 가사가 2 명을 모티브로하여 작성되었으며, 2명의 이름도 나온다.
- 지드래곤의 앨범 "COUP D'ETAT"(2013년)에 수록된 "ROD"(지드래곤) - 2명의 이름이 나온다.
- 트러블메이커의 앨범 "Chemistry"(2013년)의 타이틀곡 "내일은 없어" - 노래 제목과 MV가 이들을 모티브로 삼았다
- 딘의 앨범 "130 mood TRBL"(2016년)의 수록된 "Bonnie & Clyde" - 노래 제목과 내용이 이들을 모티브로 삼았다.
- 레디의 싱글앨범 "생각해"(2016년)의 타이틀곡 "생각해"의 후렴구에 2명의 이름이 나온다.
- 테일러 스위프트(Taylor Swift)의 6번째 앨범 "reputation"(2017년)에 수록된 9번째 트랙 "Getaway Car" 가사에 두 사람의 이름이 등장한다.
- 워크웨일(Walk Whale)의 싱글 앨범 "Cadillac"(2017년) - 2명의 도망과 마지막 장면을 그리고 있다
- 고등래퍼2 팀대항전에서 배연서, 오담률이 부른 '북'의 가사 중 2명의 이름이 나온다
- Avicii의 Without You에서 "I'm goin' Bonnie And Clyde without you"라는 가사로 나온다.
- 우기((여자) 아이들)의 싱글앨범 "Bonnie & Clyde"- 노래 제목과 내용이 이들을 모티브로 삼았다
- G-Eazy의 앨범 "The Beautiful & Damned" 의 3번 트랙 Him&I (feat. Halsey) 노래 제목과 내용, 그리고 뮤직비디오가 이들을 모티브로 삼았다.

### 비디오 게임
- 폴아웃 : 뉴 베가스 (Fallout : New vegas)에선 빅키 & 밴스 라는 커플 강도단으로 패러디 되었다. 게임 내에서도 보니와 클라이드가 언급되나, 이들이 먼저 활동을 시작했다고 언급된다.